# Yehuda Amichai
Yehuda Amichai (em hebraico:  יהודה עמיחי; nascido Ludwig Pfeuffer;‎ maio de 1924 - 22 de setembro de 2000) foi um poeta e autor israelense, um dos primeiros a escrever em hebraico coloquial nos tempos modernos.
Amichai recebeu o Prêmio Shlonsky de 1957, o Prêmio Brenner de 1969, o Prêmio Bialik de 1976 e o Prêmio Israel de 1982. Ele também ganhou prêmios internacionais de poesia e foi indicado várias vezes ao Prêmio Nobel de Literatura.

## Biografia
Yehuda Amichai nasceu em Würzburg, Alemanha de Weimar, em uma família judia ortodoxa. Seu nome alemão era Ludwig Pfeuffer.
Amichai imigrou com sua família aos 12 anos para Petah Tikva no Mandato da Palestina em 1935, mudando-se para Jerusalém em 1935. Ele freqüentou Ma'aleh, uma escola religiosa em Jerusalém. Ele era um membro do Palmach, a força de ataque do Haganah; a força de defesa da comunidade judaica no Mandato da Palestina. Quando jovem, ele se voluntariou e lutou na Segunda Guerra Mundial como soldado do Exército Britânico na Brigada Judaica que combateu na Itália, e no Negev, na frente sul, durante a guerra da Palestina de 1947-1949.
Após ser dispensado do Exército Britânico em 1946, ano da dissolução da Brigada Judaica, Amichai foi aluno do David Yellin Teachers College, em Jerusalém, e tornou-se professor em Haifa. Após a Guerra Árabe-Israelense de 1947-1949, Amichai estudou a Torá e a literatura hebraica na Universidade Hebraica de Jerusalém. Encorajado por um de seus professores na Universidade Hebraica, ele publicou seu primeiro livro de poesia, Now and in Other Days, em 1955.
Em 1956, Amichai serviu na Guerra do Sinai e em 1973 na Guerra do Yom Kippur. Amichai publicou seu primeiro romance em 1963. O livro trata de um jovem israelense que nasceu na Alemanha; após a Segunda Guerra Mundial e a Guerra da Palestina de 1947-1949, ele visita sua cidade natal na Alemanha e relembra sua infância, tentando entender o mundo que criou o Holocausto. Seu segundo romance, Mi Yitneni Malon, sobre um poeta israelense que vive em Nova York, foi publicado em 1971, enquanto Amichai era professor visitante na Universidade da Califórnia, em Berkeley. Ele era um poeta residente na Universidade de Nova York em 1987. Por muitos anos ele ensinou literatura em um seminário israelense para professores e na Universidade Hebraica para estudantes do exterior.
Amichai foi convidado em 1994 pelo Primeiro Ministro Yitzhak Rabin para ler seus poemas na cerimônia do Prêmio Nobel da Paz em Oslo. "Deus tem piedade das crianças do jardim de infância" foi um dos poemas que ele leu. Este poema está inscrito em uma parede do Museu Rabin em Tel Aviv. Há ruas com seu nome em cidades de Israel e também uma em Würzburg.
Amichai foi casado duas vezes. Ele foi casado primeiro com Tamar Horn, com quem teve um filho, e depois com Chana Sokolov; eles tiveram um filho e uma filha. Seus dois filhos eram Ron e David, e sua filha era Emmanuella.
Amichai morreu de câncer em 2000, aos 76 anos.

## Poesia
A poesia de Amichai lida com questões da vida cotidiana e com questões filosóficas do significado da vida e da morte. Seu trabalho é caracterizado por uma ironia suave e imagens originais, muitas vezes surpreendentes. Como muitos poetas seculares israelenses, ele luta com a fé religiosa. Seus poemas estão repletos de referências a Deus e à experiência religiosa. Ele foi descrito como um poeta-filósofo em busca de um humanismo pós- teológico.
Amichai foi creditado com uma "rara capacidade de transformar a situação amorosa pessoal, mesmo privada, com todas as suas alegrias e agonias, na experiência de todos, tornando seu próprio tempo e lugar gerais".
Algumas de suas imagens foram acusadas de serem sacrílegas. Em seu poema "E esta é a sua glória" (Vehi Tehilatekha), por exemplo, Deus está esparramado sob o globo como um mecânico sob um carro, tentando inutilmente consertá-lo. No poema "Os deuses mudam, as orações permanecem as mesmas" (Elim Mithalfim, ha-Tfillot Nisharot la-Ad), Deus é retratado como um guia turístico ou mágico.
Muitos dos poemas de Amichai foram musicados em Israel e em outros países. Entre eles: o poema Memorial Day for the War Dead foi musicado para vozes solo, coro e orquestra na Terceira Sinfonia de Mohammed Fairouz. Outros poemas foram criados pelos compositores Elizabeth Alexander ("Até um punho já foi uma palma e dedos abertos"), David Froom, Matthias Pintscher, Jan Dušek, Benjamin Wallfisch, Ayelet Rose Gottlieb, Maya Beiser, Elizabeth Swados, Daniel Asia e outros.

## Linguagem e estilo poético
Em entrevista publicada na American Poetry Review, Amichai falou sobre seu domínio do hebraico:
Eu cresci em uma família muito religiosa... Então as orações, a própria linguagem da oração se tornou uma espécie de linguagem natural para mim... Não tento — como às vezes fazem os poetas — "enriquecer" a poesia colocando mais material cultural ou mais material étnico nela. Vem muito naturalmente.
Robert Alter descreve a poesia de Amichai como um "jogo de som". Ele "constrói um forte impulso que se move em livre associação de palavra em palavra, os sons gerando virtualmente as palavras que seguem na cadeia sintática através do parentesco fonético".
O trabalho de Amichai era popular na tradução inglesa, mas admiradores de sua poesia no original hebraico afirmam que seu uso inovador da língua se perde na tradução. Camadas sutis de significado alcançadas usando uma palavra antiga em vez de seu sinônimo moderno para transmitir uma conotação bíblica nem sempre podem ser transmitidas. No poema de amor de Amichai, In the Middle of This Century, por exemplo, a tradução em inglês diz: "o linsey-woolsey de nosso estar juntos". O termo hebraico, shaatnez, refere-se ao tabu bíblico sobre o entrelaçamento de linho e lã, que um leitor hebreu entenderia como uma imagem de união proibida.

## Trabalho literário
Amichai traçou seu início como um amante da poesia quando ele estava estacionado com o Exército Britânico no Egito. Lá ele encontrou uma antologia da poesia britânica moderna e as obras de Dylan Thomas, TS Eliot e WH Auden. Esse livro inspirou seus primeiros pensamentos sobre se tornar um escritor.
O estudioso literário Boaz Arpaly escreveu sobre a influência da biografia na poesia de Amichai: "A crítica literária determinou há muito tempo que, apesar do caráter autobiográfico da poesia de Amichai, o indivíduo retratado nela é o típico homem comum israelense, e mesmo em um sentido mais amplo, o indivíduo como indivíduo do século XX (uma poética que entrelaça o privado com o tipicamente genérico)... Amichai rotineiramente combina detalhes biográficos de diferentes épocas em uma estrutura poética e explora rascunhos e ideias poéticas que foram registradas em diferentes períodos, para um poema que seria escrito anos depois." "Quase todo poema de Amichai é uma declaração sobre a condição humana geral e Amichai, em certo sentido, é sempre um poeta filosófico."
Ele mudou seu nome para Yehuda Amichai ("meu povo vive") por volta de 1946. Em sua biografia de Amichai, a crítica literária Nili Scharf Gold escreve que a ideia para a mudança de nome, assim como o nome "Amichai", veio de sua namorada, Ruth Herrmann, que mais tarde se mudou para os Estados Unidos e se casou com Eric Zielenziger. Ao contrário da afirmação de Gold, Amichai disse em uma entrevista que foi sua ideia escolher o nome Amichai: "era comum naquela época mudar nomes (estrangeiros) para nomes hebraicos... 'Amichai' era um nome certo, porque era socialista, sionista e otimista."

A única influência que a relação com Ruth teve em sua poesia está em um poema, "O farfalhar das asas da história, como costumavam dizer", no qual ele escreveu:
Por cinco xelins troquei o nome exilado de meus pais por um orgulhoso nome hebraico que combinava com o dela. Aquela puta fugiu para a América e casou com um homem, um negociante de especiarias, pimenta, canela e cardamomo, deixando-me com o meu novo nome e com a guerra.
Gold também acredita que um trauma de infância na Alemanha afetou a poesia posterior de Amichai. Ela afirma em seu livro que Amichai teve uma discussão com uma amiga de infância, Ruth Hanover, o que a levou a voltar para casa de bicicleta com raiva. Ruth foi pega em um acidente de trânsito, e como resultado ela teve uma perna amputada, e Gold afirma que Amichai sentiu culpa e responsabilidade. Ruth mais tarde foi assassinada no Holocausto. Amichai ocasionalmente se referia a ela em seus poemas como "Pequena Ruth". No entanto, no relato de Amichai sobre este episódio em seu diário, o acidente aconteceu alguns dias depois de sua disputa com a Pequena Ruth, e não houve conexão entre a disputa e o acidente:
Lembro-me que em 1934 aconteceu o acidente da pequena Ruth. Dias antes, discutimos um pouco porque eu desisti facilmente do papel principal de Yehuda Maccabi no show da escola e o filho do diretor conseguiu. Ela argumentou que eu tinha que lutar mais e não desistir imediatamente.
Em uma entrevista, Amichai disse: "A pequena Ruth é minha Anne Frank". "Descobri que ela (Pequena Ruth) estava no último transporte em 1944. Esse conhecimento me acompanha o tempo todo, não por culpa." "Se há algum sentimento de culpa, é como a culpa que os soldados sentem quando sobrevivem à batalha enquanto seus amigos foram mortos."
Robert Alter escreveu sobre a alegação de Gold: "Repetidas vezes Gold pergunta por que Amichai não representou sua infância alemã em sua poesia, exceto fragmentária e obliquamente. O fato inconveniente de que seu romance principal, Not of this time, not of this place, dedica atenção elaborada a Würzburg (o qual recebe o nome fictício de Weinburg) não pode perturbar a tese de supressão de Gold, porque o livro é ficção, não poesia, e, portanto, é pensado como pertencente a uma categoria diferente em relação à relação do escritor com seus primeiros anos. Mas a noção de Gold da “poética da camuflagem” de Amichai repousa em uma suposição inteiramente não examinada — que é tarefa do poeta representar sua vida direta e completamente..." No entanto, Gold argumentou que Amichai só escreveu extensivamente sobre Würzburg em seu romance porque não era seu gênero principal e, portanto, seria lido por menos pessoas. Além disso, Not of This Time, Not of This Place não esconde o fato de que é baseado na autobiografia de Amichai, incluindo sua viagem à sua antiga cidade natal (e, explicitamente, sua busca por um desfecho sobre a Pequena Ruth) e seu caso com uma mulher americana.
Ao contrário do argumento de Gold, Amichi escreveu muitas peças e peças de rádio, um livro de contos, e um segundo romance, e ele nunca disse ou escreveu em qualquer entrevista que esperava que menos pessoas lessem sua prosa.
Boaz Arpaly escreveu: "Amichai não escondeu em sua poesia o fato de ser imigrante e filho de imigrantes, mas escolheu contar a história de sua infância em sua cidade natal, em seu romance Not of This Time, Not of This Place, e como qualquer outro escritor, ele decidiu qual material de sua vida se tornará material para sua poesia..."
Amichai queria se tornar um poeta nacional? ... sua poesia encarnava uma revolução silenciosa, mas penetrante, contra as instituições sociais e políticas que escravizam a vida e a felicidade do indivíduo por sua necessidade – Ele deveria se preocupar tanto em construir para si a mitologia de um poeta nacional? Todas as coisas que Gold pensa que estava escondendo não estavam em nenhum contraste com a "nacionalidade" única incorporada em sua poesia. Não encontrei no livro de Gold uma explicação para o conceito 'poeta nacional' mas em primeiro lugar, esse conceito aparece em seu livro ela está apontando para o meu artigo (1997) que diz: "de todos os poetas que começaram no tempo de Amichai, ou em anos posteriores, desde Alterman, não havia um poeta mais popular do que Amichai. Nisso ele é único. Ele é provavelmente o único poeta canônico lido por tantos, inclusive por pessoas que não pertencem à Comunidade Literária. Neste assunto, ele não tem rivais. Sob esse aspecto, pelo menos, pode ser considerado um poeta nacional, título que não lhe convém sob nenhum outro ponto de vista..." O uso desse título por Gold não é claro e não é responsável.

## Aclamação da crítica
A poesia de Amichai em inglês apareceu na primeira edição da Modern Poetry in Translation, editada por Daniel Weissbort e Ted Hughes em 1965. Em 1966, ele apareceu no festival de poesia de Spoleto com Ezra Pound, WH Auden, Pablo Neruda e outros. Em 1968, ele apareceu no Festival de Poesia de Londres. Seu primeiro livro em inglês, Selected Poems (1968), foi traduzido por Assia Guttman (amante de Hughes e mãe de sua filha Shura). Referindo-se a ele como "o grande poeta israelense", Jonathan Wilson escreveu no The New York Times que ele é
um dos pouquíssimos poetas contemporâneos a ter alcançado uma ampla seção transversal sem comprometer sua arte. Ele era amado por seus leitores em todo o mundo... talvez apenas como os russos amavam seus poetas no início do século passado. Não é difícil de ver porquê. Os poemas de Amichai são fáceis na superfície e ao mesmo tempo profundos: bem-humorados, irônicos e ainda assim cheios de paixão, seculares mas engajados em Deus, alusivos mas acessíveis, carregados de metáforas e ainda assim notavelmente concretos. Acima de tudo, eles são, como o personagem que fala em sua Carta de Recomendação, cheios de amor: Oh, toque-me, toque-me, boa mulher! / Isso não é uma cicatriz que você sente debaixo da minha camisa. / É uma carta de recomendação, dobrada, / do meu pai: / 'Ele ainda é um bom menino e cheio de amor.'
No Times Literary Supplement, Ted Hughes escreveu: "Estou mais do que nunca convencido de que Amichai é uma das maiores, mais essenciais e mais duráveis vozes poéticas deste século passado - uma das mais íntimas, vivas e humanas, sábias, bem-humoradas, verdadeiras, amorosas, interiormente livres e cheias de recursos, em casa em todas as situações humanas. Um dos verdadeiros tesouros."
No New-Republic, 3 de julho de 2000, CK Williams escreveu: "Se realmente existe tal coisa como a sabedoria, pode muito bem residir no caráter que um mestre como Amichai pode moldar para si mesmo, e assim para nós".
Em The American Poetry Review, maio-junho de 2016, David Biespiel escreveu:
Ele traduz a dureza da existência em nova ternura; ternura em maravilha espiritual que se destina a acalmar a indignação; e indignação em uma mistura de preocupação e amor e calor... Ele é um dos grandes lamentadores alegres de todos os tempos, documentando interminavelmente suas angústias, dores latejantes, sonhos equivocados, falta de fé, abundância de amores extáticos e humilhações. E, como todo mundo, ele quer tudo nos dois sentidos. Em particular, ele quer ser um amante e um solitário, um cara da rua e um intelectual, crente e infiel, enquanto insiste que todas as manifestações de guerra contra o espírito humano sejam impiedosamente esmagadas.
Paul Celan escreveu a Amichai:
O que realmente pertence a você em seus poemas vem com a força mais convincente e visível. Você é o poema que você escreve, o poema que você escreve é... você mesmo. — Imediatamente emprestei a seleção inglesa de sua obra ao meu amigo André du Bouchet, que também escreve poemas, e para minha grande alegria o que me impressionou chegou a ele também. Agora este livro está circulando para outros colaboradores e editores da revista L'Ephemere (eu também estou entre eles). Teremos o maior prazer em lançar um livro seu em tradução francesa". (Carta a Amichai, 7 de novembro de 1969)
Octavio Paz: "É um dos nossos grandes poetas, muito acessível. Uma vez que se lê seus poemas, nunca se pode esquecê-los - pode haver tanta vida em dezesseis versos. Yehuda Amichai é um mestre."
Anthony Hecht disse em 2000 que Open Closed Open "é um poema tão profundamente espiritual quanto qualquer outro que li nos tempos modernos, sem excluir os Quatro Quartetos de Eliot, ou qualquer coisa encontrada nas obras de religiosos profissionais. É um triunfo incomparável. Esteja imediatamente certo de que isso não significa desprovido de humor ou sem um rico senso de comédia." E: "não apenas soberba, mas teria, por si só, merecido um Prêmio Nobel."
A autora Nicole Krauss disse que foi afetada por Amichai desde jovem.
A poesia de Amichai foi traduzida para 40 idiomas.

## Prêmios e honras
- 1957 – Prêmio Shlonsky[38]
- 1969 – Prêmio Brenner[38]
- 1976 – Prêmio Bialik literatura (co-recipiente com o ensaísta Yeshurun Keshet)[39]
- 1981 – Prêmio de Cultura de Würzburg (Alemanha)[38]
- 1982 – Prêmio Israel de poesia hebraica.[40][41] A citação do prêmio diz, em parte: "Através de sua síntese do poético com o cotidiano, Yehuda Amichai efetuou uma mudança revolucionária tanto no assunto quanto na linguagem da poesia".[37]
- 1986 – Prêmio Agnon[38]
- 1994 – Prêmio Malraux: Feira Internacional do Livro (França)[38]
- 1994 – Prêmio Leão Literário (Nova York)[38]
- 1995 – Prêmio Coroa de Ouro da Macedônia: Festival Internacional de Poesia[38]
- 1996 – Prêmio Norueguês de Poesia de Bjornson[38]

Amichai recebeu uma Menção Honrosa da Universidade de Assiúte, do Egito, e vários doutorados honorários.  Tornou-se Membro Honorário da Academia Americana de Artes e Letras (1986),  e Membro Honorário Estrangeiro da Academia Americana de Artes e Ciências (1991). Seu trabalho está incluído nas "100 Maiores Obras da Literatura Judaica Moderna" (2001),  e em antologias internacionais Poems for the Millennium de J. Rothenberg e P. Joris, e 100 Great Poems of the 20th Century de Mark Strand. Ele foi indicado para o Prêmio Nobel várias vezes, mas nunca venceu. O professor de inglês da Tufts University, Jonathan Wilson, escreveu: "Ele deveria ter ganhado o Prêmio Nobel em qualquer um dos últimos 20 anos, mas ele sabia que, no que dizia respeito aos juízes escandinavos, e quaisquer que fossem suas políticas pessoais, que estavam indubitavelmente do lado mais dócil, ele veio do lado errado da paliçada."

## Arquivo Amichai
Amichai vendeu seu arquivo por mais de US$ 200.000 para a Biblioteca Beinecke de Manuscritos e Livros Raros, da Universidade de Yale. O arquivo contém 1.500 cartas recebidas do início dos anos 1960 ao início dos anos 1990 de dezenas de escritores, poetas, intelectuais e políticos israelenses. A correspondência no exterior inclui cartas de Ted Hughes, Arthur Miller, Erica Jong, Paul Celan e muitos outros. O arquivo também inclui dezenas de poemas, histórias e peças inéditas; 50 cadernos e blocos de notas com 1.500 páginas de anotações, poemas, pensamentos e rascunhos a partir da década de 1950; e os diários do poeta, que guardou durante 40 anos. De acordo com Moshe Mossek, ex-chefe do Arquivo do Estado de Israel, esses materiais oferecem dados inestimáveis sobre a vida e o trabalho de Amichai.

## Obras em outros idiomas

### Inglês
- The Poetry of Yehuda Amichai. Yehuda Amichai; Editado por Robert Alter. Nova York: FSG, 2015.
- A Life of Poetry, 1948–1994. Selecionado e traduzido por Benjamin e Barbara Harshav. Nova York: HarperCollins, 1994.
- Amen . Traduzido pelo autor e Ted Hughes. Nova York: Harper & Row, 1977.
- Even a Fist Was Once an Open Palm with Fingers: Recent Poems. Selecionado e traduzido por Barbara e Benjamin Harshav. Nova York: Harper Perennial, 1991.
- Exile at Home. Nova York: Harry N. Abrams, 1998.
- Great Tranquility: Questions and Answers. Traduzido por Glenda Abramson e Tudor Parfitt. Nova York: Harper & Row, 1983.
- Killing Him: A Radio Play. Traduzido por Adam Seelig e Hadar Makov-Hasson. Chicago: Poetry Magazine, julho-agosto de 2008.
- Love Poems: A Bilingual Edition. Nova York: Harper & Row, 1981.
- Not of this Time, Not of this Place. Traduzido por Shlomo Katz. Nova York: Harper & Row, 1968.
- On New Year's Day, Next to a House Being Built: A Poem. Knotting [Inglaterra]: Scepter Press, 1979.
- Open Closed Open: Poems. Traduzido por Chana Bloch e Chana Kronfeld. Nova York: Harcourt, 2000. (Pré-selecionado para o Prêmio Internacional de Poesia Griffin de 2001)
- Poems of Jerusalem: A Bilingual Edition. Nova York: Harper & Row, 1988.
- Selected Poems. Traduzido por Assia Gutmann. Londres: Cape Goliard Press, 1968.
- Selected Poems. Traduzido por Assia Gutmann e Harold Schimmel com a colaboração de Ted Hughes. Harmondsworth: Penguin Books, 1971.
- Selected Poems. Editado por Ted Hughes e Daniel Weissbort. Londres: Faber & Faber, 2000.
- Selected Poetry of Yehuda Amichai. Editado e traduzido por Chana Bloch e Stephen Mitchell. Nova York: Harper & Row, 1986. Edição recentemente revisada e ampliada: Berkeley: University of California Press, 1996.
- Songs of Jerusalem and Myself. Traduzido por Harold Schimmel. Nova York: Harper & Row, 1973.
- Time. Traduzido pelo autor com Ted Hughes. Nova York: Harper & Row, 1979.
- Travels. Traduzido por Ruth Nevo. Toronto: Exile Editions, 1986.
- Travels of a Latter-Day Benjamin of Tudela. Traduzido por Ruth Nevo. Missouri: Webster Review, 1977.
- The World Is a Room and Other Stories. Traduzido por Elinor Grumet. Filadélfia: Sociedade de Publicação Judaica, 1984.
- Jerusalem 1967–1990, London, poem by Yehuda Amichai, colaboração com a artista Maty Grunberg, portfólio de 56 xilogravuras, edição limitada.

### Nepalês
Muitos dos poemas de Amichai foram traduzidos para o nepalês por Suman Pokhrel, e alguns estão reunidos em uma antologia intitulada Manpareka Kehi Kavita . Seus poemas incluídos nesta antologia são, "Meu Pai " como "MERA BAA", "Esquecendo Algo" como "BIRSANU", "Não Aceito" como "SWEEKAR NAGARA" e "Um Cemitério Judaico na Alemanha" como "JARMANIKO YAHUDI CHIHANGHRI".

### Birmanês
Um total de 37 poemas de Yehuda Amichai foram traduzidos para o birmanês e publicados em Yangon, noMianmar, em março de 2018. O poeta e tradutor birmanês, Myo Tayzar Maung, o traduziu e o livro foi publicado pela Editora Eras.

### Russo
- Elohim Merahem Al Yaldei Ha'Gan. Selecionado e traduzido por Alexander Volovik. Edição bilingue. Shoken, 1991.